# Església del Sagrat Cor de Jesús de Nagasaki
L'Església del Sagrat Cor de Jesús de Nagasaki (イエスのみ心, Iesu no Mi-gokoro), també coneguda com l'església de Shitsu (出津教会堂, Shitsu Kyōkaidō) és un temple de l'Església Catòlica Apostòlica i Romana a Nagasaki, Japó. El 30 de juny de 2018, l'església, juntament amb altres 11 lloc relacionats amb la persecució als cristians japonesos, fou afegida a la llista de Patrimoni de la Humanitat de la UNESCO. Està concretament localitzada al veïnat de Shitsu, al barri de Sotome de Nagasaki.

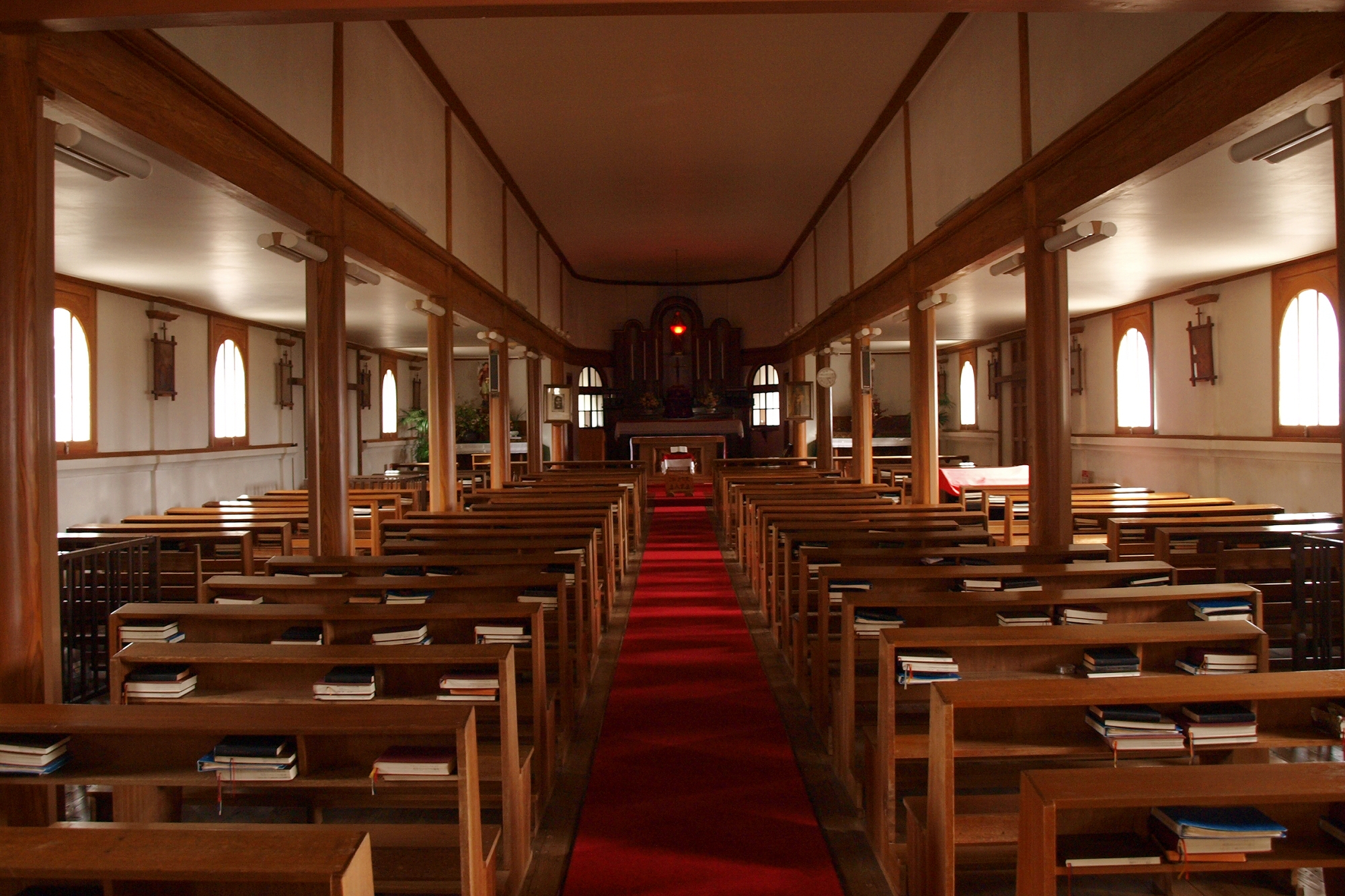
Interior de l'església

Va ser construïda l'any 1882 amb disseny del pare Marc Marie de Rotz, que era el sacerdot de la parròquia de Shitsu. Després d'això, a causa de l'augment del nombre de creients, es va ampliar dues vegades (totes dissenyades per Mossèn Rotz), i l'any 1909, l'edifici actual estava pràcticament enllestit.
L'església és un edifici d'una sola planta amb teulada de maó amb una teulada baixa (s'utilitza guix blanc per a la paret exterior) com a resposta al clima local ventós que fa front les ille de Gotō.
Està construït en un solar que s'ha anivellat en un carener, amb l'oest mirant al davant. Es tracta d'una església de tres naus amb una bigueta (fondària) de 36,3 metres, una distància entre bigues (façana) de 10,9 metres i una superfície plana rectangular. Tot i que és de maó, els murs exteriors i el sostre interior estan arrebossats. L'entrada principal del costat oest té un gran arc al centre i petites obertures d'arc a ambdós costats, i en els punts clau s'enganxen pedres tallades en andesita. A la coberta de l'entrada principal s'aixeca un campanar de pla quadrat, de la mateixa amplada que la nau, i també hi ha una petita torre a la coberta del costat de llevant al costat oposat. A la part superior del campanar s'exhibeix l'estàtua de la Mare de Déu, i la creu a la part superior de la torreta. Hi ha dues entrades de sostre a dues aigües als laterals.
Va ser designada com a bé cultural tangible de la prefectura de Nagasaki el 4 de febrer de 1972. Des de l'any 1996 fins al novembre de l'any següent, es va dur a terme una restauració a gran escala amb una inversió d'uns 160 milions de iens (uns 100 milions van ser donats pels creients i la resta va ser cobert amb subvencions de la prefectura i la vila de Sotome).
El gener de 2007, es va decidir afegir a la Llista provisional del Patrimoni Mundial com una de les "Esglésies de Nagasaki i Patrimoni Cristià".
Va ser designat com a bé cultural nacional important el 29 de novembre de 2011. Juntament amb l'església, 2187,0 metres quadrats de terreny també està designat com a important bé cultural, i s'hi adjunta un mur de contenció de pedra.
A partir d'octubre de 2014, cal fer reserva prèvia per visitar l'església.